# Gran Premio di San Marino 2006
Il Gran Premio di San Marino 2006 è stata la quarta prova della stagione 2006 del campionato mondiale di Formula 1. La gara si è tenuta domenica 23 aprile all'Autodromo Enzo e Dino Ferrari di Imola ed è stata vinta dal tedesco Michael Schumacher su Ferrari, all'ottantacinquesimo successo in carriera; Schumacher ha preceduto all'arrivo lo spagnolo Fernando Alonso su Renault e il colombiano Juan Pablo Montoya su McLaren-Mercedes.
Questo Gran Premio segna l'ultima gara in Formula 1 per il pilota giapponese Yuji Ide ed è l'ultima edizione del Gran Premio di San Marino.

## Prove

### Risultati
Nella prima sessione del venerdì si è avuta questa situazione:
| Pos | Nº | Pilota             | Costruttore       | Tempo    | Gap    | Giri |
| --- | -- | ------------------ | ----------------- | -------- | ------ | ---- |
| 1   | 5  | Michael Schumacher | Ferrari           | 1'24"751 |        | 4    |
| 2   | 35 | Alexander Wurz     | Williams-Cosworth | 1'25"132 | +0"381 | 19   |
| 3   | 38 | Robert Kubica      | BMW Sauber        | 1'25"942 | +1"191 | 24   |

Nella seconda sessione del venerdì si è avuta questa situazione:
| Pos | Nº | Pilota             | Costruttore | Tempo    | Gap    | Giri |
| --- | -- | ------------------ | ----------- | -------- | ------ | ---- |
| 1   | 1  | Fernando Alonso    | Renault     | 1'25"043 |        | 15   |
| 2   | 5  | Michael Schumacher | Ferrari     | 1'25"371 | +0"328 | 13   |
| 3   | 38 | Robert Kubica      | BMW Sauber  | 1'25"421 | +0"378 | 31   |

Nella sessione del sabato mattina si è avuta questa situazione:
| Pos | Nº | Pilota               | Costruttore | Tempo    | Gap    | Giri |
| --- | -- | -------------------- | ----------- | -------- | ------ | ---- |
| 1   | 5  | Michael Schumacher   | Ferrari     | 1'23"787 |        | 14   |
| 2   | 1  | Fernando Alonso      | Renault     | 1'24"068 | +0"281 | 15   |
| 3   | 2  | Giancarlo Fisichella | Renault     | 1'24"377 | +0"590 | 21   |

## Qualifiche

### Resoconto
La prima sessione si conclude con l'eliminazione delle due Super Aguri, delle due Midland, di Scott Speed e di Christian Klien: l'austriaco aveva fatto segnare lo stesso tempo di Villeneuve, buono per superare il taglio, ma è stato eliminato per averlo fatto segnare dopo il pilota canadese. Ancora una volta è da segnalare l'ottima prestazione di Vitantonio Liuzzi, ottiene il dodicesimo tempo.
La seconda sessione si apre con 6 auto in meno e vede l'eliminazione di uno dei piloti in testa al mondiale: Giancarlo Fisichella (11º). Le altre eliminazioni erano "previste", con l'esclusione dalla Q3 di Liuzzi, Heidfeld, Coulthard, Rosberg, Villeneuve, mentre riesce a salvarsi Mark Webber sulla Williams.
L'ultima sessione vede dominare Michael Schumacher, che conquista la 66ª pole position al fianco di Button. Il leader del mondiale Alonso è distanziato di quasi un secondo (+0"914) e parte in quinta piazza a fianco del fratello di Michael, Ralf Schumacher. Da notare le due Honda che si piazzano seconde e terze, anche se sono spacciate come le auto più leggere, mentre il più pesante della top 10 era considerato Alonso.
Michael Schumacher, con la sua sessantaseiesima pole position in conquistata carriera, ottiene un nuovo record assoluto per un pilota, superando il precedente primato di sessantacinque partenze al palo che apparteneva ad Ayrton Senna, il quale lo aveva stabilito sempre a Imola, nel 1994.

### Risultati
Nella sessione di qualifica si è avuta questa situazione:
| Pos | Nº | Pilota               | Costruttore       | Q1       | Q2       | Q3       | Griglia |
| --- | -- | -------------------- | ----------------- | -------- | -------- | -------- | ------- |
| 1   | 5  | Michael Schumacher   | Ferrari           | 1'24"598 | 1'22"579 | 1'22"795 | 1       |
| 2   | 12 | Jenson Button        | Honda             | 1'24"480 | 1'23"749 | 1'22"988 | 2       |
| 3   | 11 | Rubens Barrichello   | Honda             | 1'24"727 | 1'23"760 | 1'23"242 | 3       |
| 4   | 6  | Felipe Massa         | Ferrari           | 1'24"884 | 1'23"595 | 1'23"702 | 4       |
| 5   | 1  | Fernando Alonso      | Renault           | 1'23"536 | 1'23"743 | 1'23"709 | 5       |
| 6   | 7  | Ralf Schumacher      | Toyota            | 1'24"370 | 1'23"565 | 1'23"772 | 6       |
| 7   | 4  | Juan Pablo Montoya   | McLaren-Mercedes  | 1'24"960 | 1'23"760 | 1'24"021 | 7       |
| 8   | 3  | Kimi Räikkönen       | McLaren-Mercedes  | 1'24"259 | 1'23"190 | 1'24"158 | 8       |
| 9   | 8  | Jarno Trulli         | Toyota            | 1'24"446 | 1'23"727 | 1'24"172 | 9       |
| 10  | 9  | Mark Webber          | Williams-Cosworth | 1'24"992 | 1'23"718 | 1'24"795 | 10      |
| 11  | 2  | Giancarlo Fisichella | Renault           | 1'24"434 | 1'23"771 | N.D.     | 11      |
| 12  | 17 | Jacques Villeneuve   | BMW Sauber        | 1'25"081 | 1'23"887 | N.D.     | 12      |
| 13  | 10 | Nico Rosberg         | Williams-Cosworth | 1'24"495 | 1'23"966 | N.D.     | 13      |
| 14  | 14 | David Coulthard      | RBR-Ferrari       | 1'24"849 | 1'24"101 | N.D.     | 14      |
| 15  | 16 | Nick Heidfeld        | BMW Sauber        | 1'25"410 | 1'24"129 | N.D.     | 15      |
| 16  | 20 | Vitantonio Liuzzi    | STR-Cosworth      | 1'24"879 | 1'24"520 | N.D.     | 16      |
| 17  | 15 | Christian Klien      | RBR-Ferrari       | 1'25"410 | N.D.     | N.D.     | 17      |
| 18  | 21 | Scott Speed          | STR-Cosworth      | 1'25"437 | N.D.     | N.D.     | 18      |
| 19  | 18 | Tiago Monteiro       | MF1-Toyota        | 1'26"820 | N.D.     | N.D.     | 19      |
| 20  | 19 | Christijan Albers    | MF1-Toyota        | 1'27"088 | N.D.     | N.D.     | 20      |
| 21  | 22 | Takuma Satō          | Super Aguri-Honda | 1'27"609 | N.D.     | N.D.     | 21      |
| 22  | 23 | Yuji Ide             | Super Aguri-Honda | 1'29"282 | N.D.     | N.D.     | 22      |

In grassetto sono indicate le migliori prestazioni in Q1, Q2 e Q3.

## Gara

### Resoconto
La partenza lascia le posizioni di testa invariate, mentre nelle retrovie Ide compie una manovra azzardata alla Villeneuve venendo a contatto con Albers: il pilota olandese capotta ripetutamente senza riportare conseguenze fisiche. La condotta non sarà priva di conseguenze: in gara il pilota giapponese sarà costretto prima a due soste in due giri e poi al ritiro nel corso del ventitreesimo giro per problemi alle sospensioni, i commissari di gara, dopo il gesto scorretto, decideranno di revocargli la superlicenza.
La gara prosegue e i primi a fermarsi sono Button e Barrichello. Dopo di loro è il turno delle Ferrari, che lasciano la vetta della gara a Montoya, che però si ferma il giro seguente. In questa fase si ritira Trulli a causa di un problema allo sterzo.
All'inizio del trentesimo giro Button si ferma per la seconda sosta: il bocchettone del rifornimento rimane incastrato e, nel ripartire, il britannico lo strappa; si ferma poi nella corsia dei box per permettere ai meccanici di staccarlo per poi ripartire, comunque fortemente attardato. In testa si trova così Alonso, che inizia a spingere facendo segnare il giro più veloce della gara. Dopo la sosta, però, non riesce a rientrare davanti a Michael Schumacher e accodandosi dietro al pilota tedesco.
Nella seconda metà di gara Schumacher accusa dei problemi di graining, che consentono ad Alonso di recuperare circa dieci secondi in soli otto giri. Al quarantunesimo giro lo spagnolo si ferma mentre Schumacher rimane fuori per un giro, nel quale realizza un tempo notevolmente inferiore ai precedenti che gli consente, dopo la sosta ai box, di rientrare giusto davanti al rivale della Renault.
Nell'ultima fase Alonso bracca Schumacher, in un duello che vede i due protagonisti invertire i ruoli rispetto all'anno precedente, senza però riuscire a superare il tedesco della Ferrari, anzi, negli ultimi giri Alonso commette due errori, uno alla Variante Alta e uno alle Acque Minerali che lo allontanano dalla possibilità di vincere. Michael Schumacher taglia così per primo il traguardo, interrompendo la striscia di tre vittorie consecutive della Renault e conquistando il suo settimo successo a Imola.

### Risultati
I risultati del Gran Premio sono i seguenti:
| Pos | Nº | Pilota               | Costruttore       | Giri | Tempo/Ritiro          | Griglia | Punti |
| --- | -- | -------------------- | ----------------- | ---- | --------------------- | ------- | ----- |
| 1   | 5  | Michael Schumacher   | Ferrari           | 62   | 1h31'06"486           | 1       | 10    |
| 2   | 1  | Fernando Alonso      | Renault           | 62   | +2"096                | 5       | 8     |
| 3   | 4  | Juan Pablo Montoya   | McLaren-Mercedes  | 62   | +15"868               | 7       | 6     |
| 4   | 6  | Felipe Massa         | Ferrari           | 62   | +17"096               | 4       | 5     |
| 5   | 3  | Kimi Räikkönen       | McLaren-Mercedes  | 62   | +17"524               | 8       | 4     |
| 6   | 9  | Mark Webber          | Williams-Cosworth | 62   | +37"739               | 10      | 3     |
| 7   | 12 | Jenson Button        | Honda             | 62   | +39"635               | 2       | 2     |
| 8   | 2  | Giancarlo Fisichella | Renault           | 62   | +40"200               | 11      | 1     |
| 9   | 7  | Ralf Schumacher      | Toyota            | 62   | +45"511               | 6       |       |
| 10  | 11 | Rubens Barrichello   | Honda             | 62   | +77"851               | 3       |       |
| 11  | 10 | Nico Rosberg         | Williams-Cosworth | 62   | +79"675               | 13      |       |
| 12  | 17 | Jacques Villeneuve   | BMW Sauber        | 62   | +82"370               | 12      |       |
| 13  | 16 | Nick Heidfeld        | BMW Sauber        | 61   | +1 giro               | 15      |       |
| 14  | 20 | Vitantonio Liuzzi    | STR-Cosworth      | 61   | +1 giro               | 16      |       |
| 15  | 21 | Scott Speed          | STR-Cosworth      | 61   | +1 giro               | 18      |       |
| 16  | 18 | Tiago Monteiro       | MF1-Toyota        | 60   | +2 giri               | 19      |       |
| Rit | 14 | David Coulthard      | RBR-Ferrari       | 47   | Trasmissione          | 14      |       |
| Rit | 22 | Takuma Satō          | Super Aguri-Honda | 44   | Incidente             | 21      |       |
| Rit | 15 | Christian Klien      | RBR-Ferrari       | 40   | Idraulica             | 17      |       |
| Rit | 23 | Yuji Ide             | Super Aguri-Honda | 23   | Sospensione           | 22      |       |
| Rit | 8  | Jarno Trulli         | Toyota            | 5    | Sterzo                | 9       |       |
| Rit | 19 | Christijan Albers    | MF1-Toyota        | 0    | Collisione con Y. Ide | 20      |       |

## Classifiche mondiali

### Piloti
| Pos | Pilota               | Punti |
| --- | -------------------- | ----- |
| 1   | Fernando Alonso      | 36    |
| 2   | Michael Schumacher   | 21    |
| 3   | Kimi Räikkönen       | 18    |
| 4   | Giancarlo Fisichella | 15    |
| 5   | Juan Pablo Montoya   | 15    |
| 6   | Jenson Button        | 13    |
| 7   | Felipe Massa         | 9     |
| 8   | Ralf Schumacher      | 7     |
| 9   | Mark Webber          | 6     |
| 10  | Nick Heidfeld        | 5     |
| 11  | Jacques Villeneuve   | 5     |
| 12  | Nico Rosberg         | 2     |
| 13  | Rubens Barrichello   | 2     |
| 14  | David Coulthard      | 1     |
| 15  | Christian Klien      | 1     |

### Costruttori
| Pos | Costruttore       | Punti |
| --- | ----------------- | ----- |
| 1   | Renault           | 51    |
| 2   | McLaren-Mercedes  | 33    |
| 3   | Ferrari           | 30    |
| 4   | Honda             | 15    |
| 5   | BMW Sauber        | 10    |
| 6   | Williams-Cosworth | 8     |
| 7   | Toyota            | 7     |
| 8   | RBR-Ferrari       | 2     |